# オペル・メリーバ
メリーバ（Meriva）は、ドイツの自動車メーカー、オペルが製造・販売する小型MPVである。イギリスではボクスホールブランドで販売される。また、初代は南米地域でもシボレーブランドで販売された。
2017年、クロスオーバーSUVのクロスランドXの投入に伴い、販売打ち切りの予定である。

## 概要
同社の小型車であるコルサをベースにスペース効率を高めた車種として開発された。初代はオーソドックスなヒンジドアを採用したが、2代目は観音開きを採用することで乗降性と使い勝手を高めた。

## 初代（2002年-2010年）　メリーバA

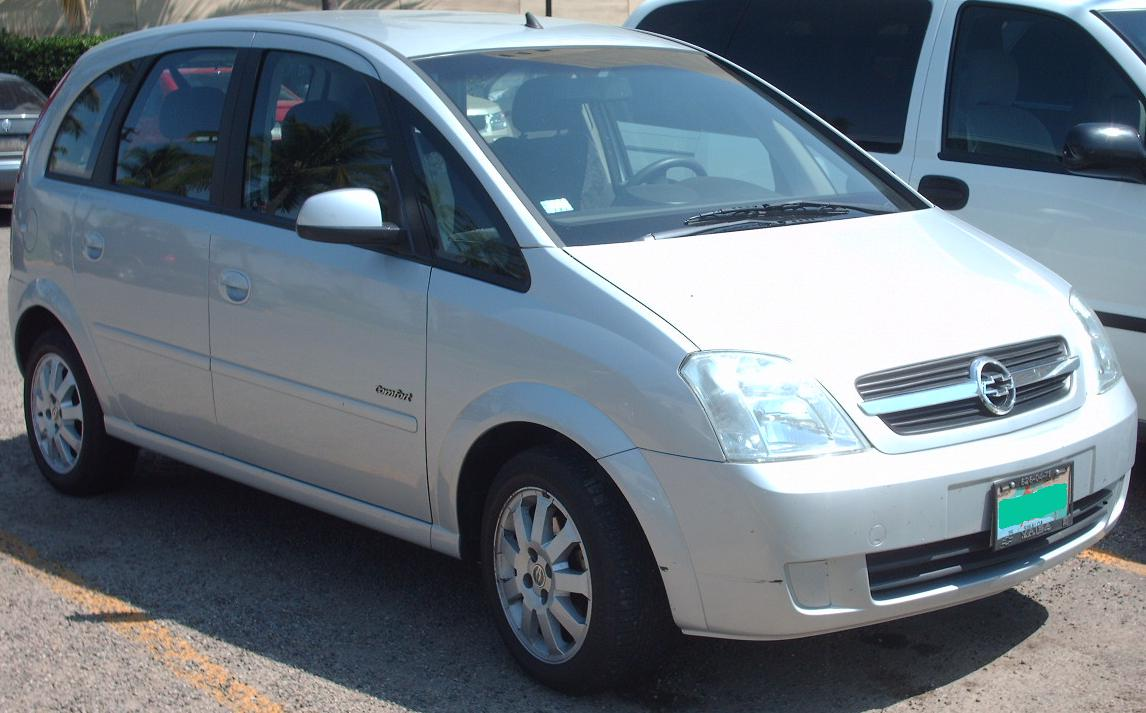
前期

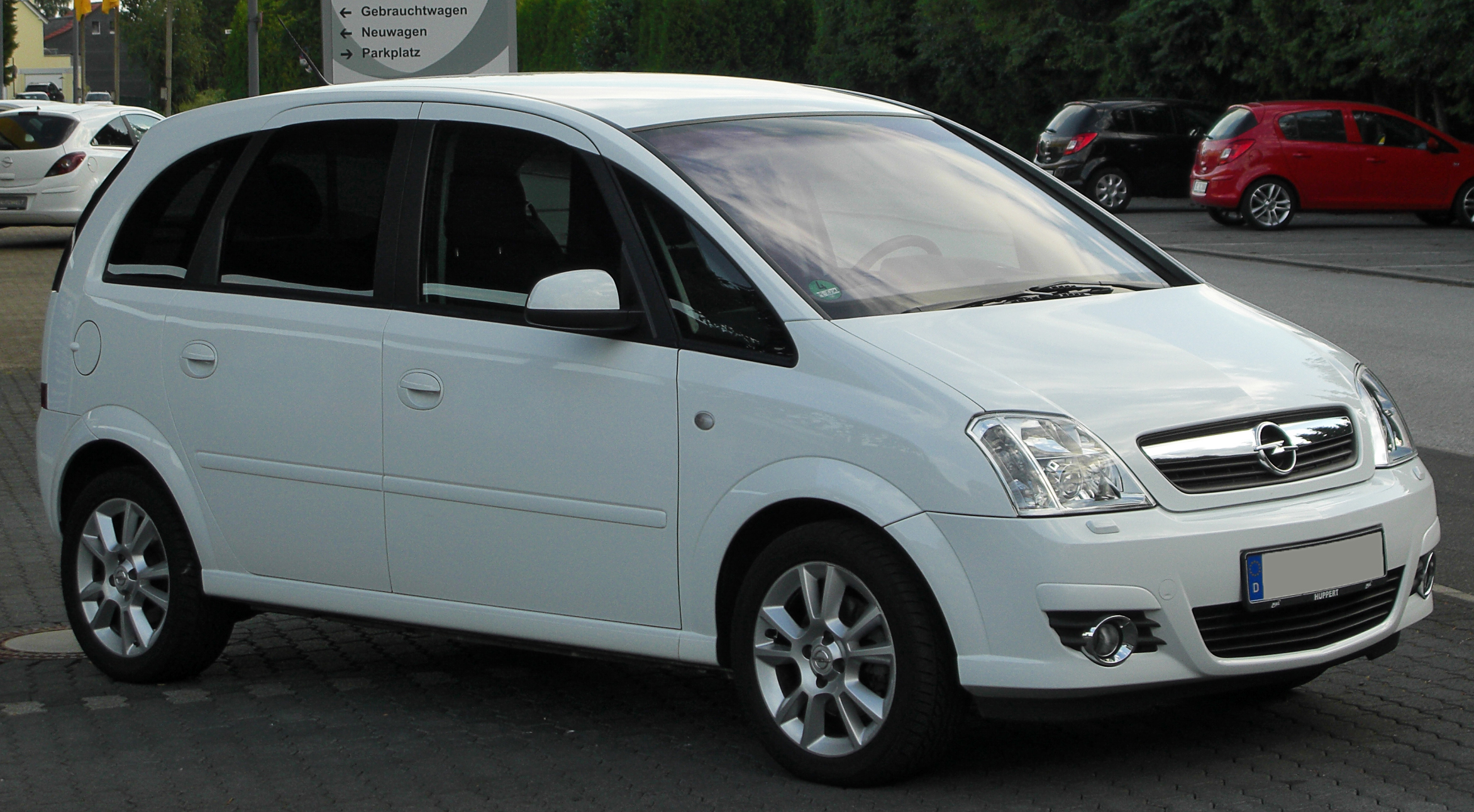
後期

2002年のジュネーブショーで発表された「コンセプトM」がルーツ。コルサ（3代目、C）をベースに1.6L・8V、1.6L・16V、1.8L・16Vのエコテックエンジンならびに1.7LのCDTiを搭載したMPVとして2003年3月に登場。全車、基本は5MT（後期で設定される1.6Lターボは6MT）だが、1.6Lと1.8Lにはオプションで「イージートロニック」と呼ばれるセミオートマチックトランスミッションも用意された。2005年には1.6L・8Vが効率の良い1.4L・16Vのツインポートシリンダ仕様に差し替えられた。
2006年には外観をメインにマイナーチェンジされ、「OPC」とよばれるスポーツグレードを設定。エンジンは1.6Lターボが搭載された。同時に、1.6L・16Vもツインポートシリンダ仕様に差し替えられ、1.3LのCDTiエンジンが追加された。
尚、日本にも2004年3月より前期モデルの1.6L・16Vのイージートロニック搭載モデルが輸入され、2006年にオペルが日本市場から撤退するまで販売された。

## 2代目（2010年-2017年）　メリーバB

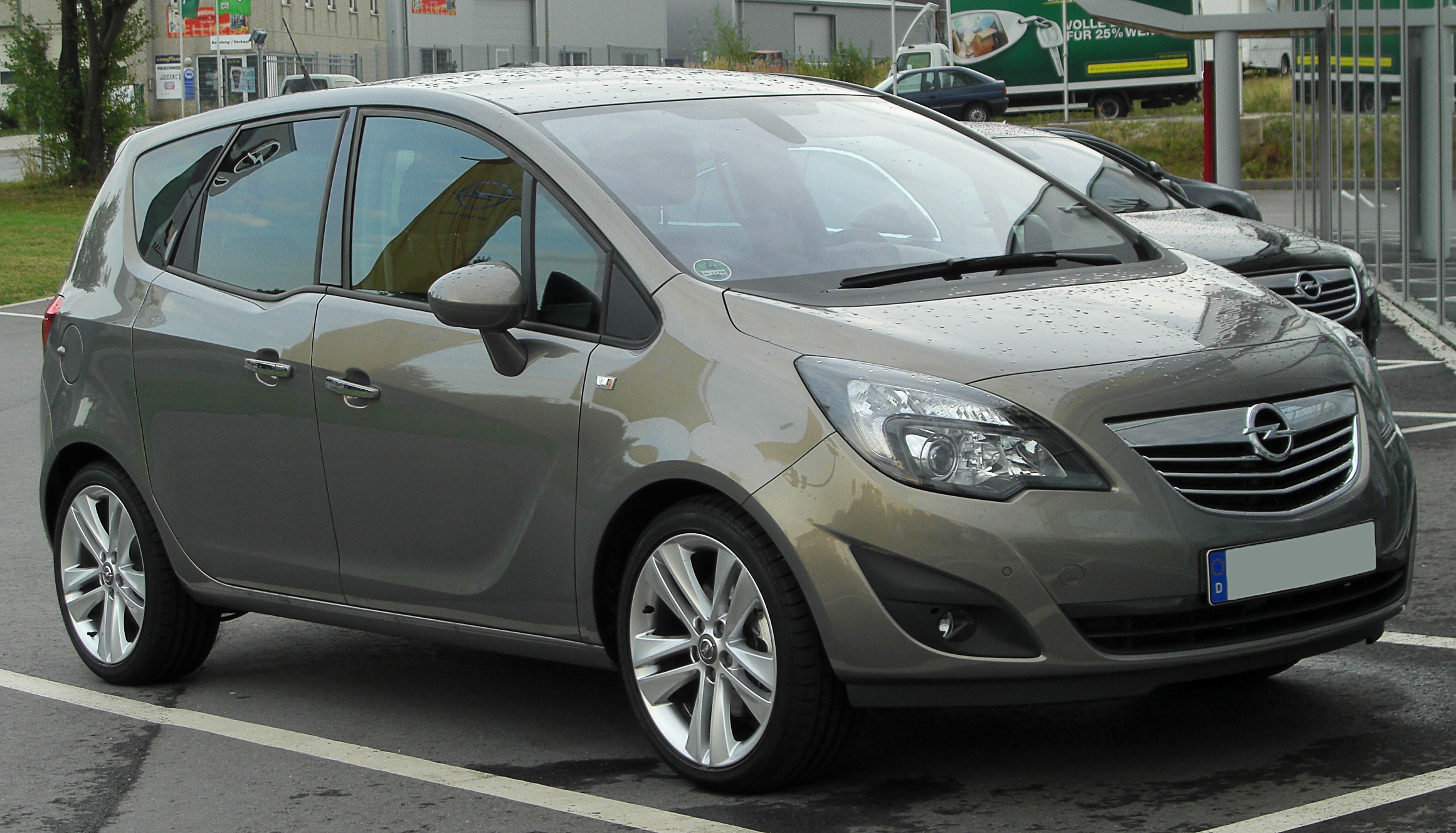
2代目

2010年のジュネーブショーで発表され、同年6月に発売を開始した。このクラスにおいても世界的に見ても珍しい「Flex Doors」と呼ばれる両側観音開き式のヒンジドアが特徴（ただし、センターピラーレスではない）。どのドアも90度近くまで開くため、乗降性に優れている。また、スペース効率と質感を高めるため、インパネシフトと電気式パーキングブレーキを採用したり、「Flex Fix」と呼ばれる車体後下部収納式サイクルキャリア（補助レンズとナンバーステーつき）や大型のパノラマルーフをオプションで用意するなどユーティリティや快適性能にもこだわっている。
エンジンは1.4 Lならびに1.4 Lターボ（出力特性により118 PSと138 PSの2種あり）のエコテックエンジンと1.3 Lと1.7 LのエコテックCDTiエンジン（いずれも出力特性により2種ずつ存在。前者は75/95 PS、後者は100/130 PS）を用意。尚、118 PS仕様の1.4 Lターボと95 PS仕様の1.3LCDTiエンジンはより環境性能に優れた「eco　FLEX」対応となっている。
トランスミッションは138 PS仕様の1.4 Lターボと130 PS仕様のCDTiに6MTを、それ以外には5MTを組み合わせている。また、オプションでガソリン車全車と1.7 L・CDTi搭載車には6ATも用意される。
2017年に事実上の後継車種となるクロスランドXが登場したため、在庫分を売り切った時点で廃止される。